# Zodarion segurense
Zodarion segurense là một loài nhện trong họ Zodariidae.
Loài này thuộc chi Zodarion. Zodarion segurense được Robert Bosmans miêu tả năm 1994.